# Alfonso Navalón
Alfonso Navalón Grande (Huelva, 5 de abril de 1933 - Fuentes de Oñoro, Salamanca, 27 de agosto de 2005) fue un novillero, ganadero, licenciado en Derecho -carrera que nunca ejerció- y crítico taurino, quizá el cronista más polémico del siglo XX. Tenía un gran conocimiento del toro, y en función del comportamiento del animal trató de juzgar casi siempre a los toreros.

## Biografía
A los 16 años, en las Fiestas de La Soledad, en Fuentes de Oñoro, mató su primer novillo.
En Madrid, comenzó a trabajar en el semanario 'El Ruedo', junto a otros redactores como Joaquín Jesús Gordillo o Vicente Zabala. Colabora en el periódico 'Informaciones' consiguiendo la pluma de oro y también en el rotativo 'Pueblo' sustituyendo a Gonzalo Carvajal, donde vivió sus mejores momentos profesionales.
En su necrológica en el diario El País recogía sobre su trabajo:

Su estilo como crítico tuvo el brillo de quien sabe tras lo que se anda y, además, lo sabe contar con estilo. Abusó del sarcasmo y del ataque personal y directo, por lo que pisó más de un juzgado y sufrió la agresión (nunca justificada) de alguna cuadrilla estimulada por el matador. Ello le granjeó una tremenda popularidad a la par que odios furibundos que manejó, aquélla y éstos, engrandeciendo los dos sentimientos.

## Sus crónicas
Sus crónicas y columnas de opinión formaban a los aficionados, y a la vez denunciaban las componendas de trastienda en el mundo taurino. Junto con el recordado Joaquín Vidal, fue un referente de la afición de Madrid.
Su libro de crónicas camperas Viaje a los toros del sol, ISBN 978-84-206-7669-2, es una recopilación de reportajes camperos referidos a la figura del toro, su gran pasión.

«...Ha sido Alfonso Navalón, -quizás para mal de muchos- uno de esos hombres, de esos críticos de toros, que mayor esplendor le ha dado a la critica taurina. Sus polémicas, su indiscutible categoría, su saber decir, el entender de toros más que nadie de los de Su profesión, todo ello, le ha situado en un lugar de privilegio en las letras taurinas. Este hombre, tiene la virtud de, en un momento determinado el ser objeto de noticia. 
...»
Textos extraidos del libro "Las desgarradas entrevistas de Pla Ventura", editado en septiembre de 1982 

## Círculo Taurino
La Asociación Círculo Taurino «Alfonso Navalón» tiene por objeto la representación, promoción y defensa de la Fiesta Nacional y el fomento de la afición y la cultura taurina.